# Korea National Oil Corporation
Korea National Oil Corporation (KNOC) er Sydkoreas nationale olie- og gasselskab og er et af landets vigtigste industriselskaber. 
KNOC driver olie og gassfelter i Vietnam, Libyen, Peru, Indonesien, Nigeria, Yemen, Kasakhstan, Rusland, Canada og Sydkorea. Selskabet har oliereserver på 373 millioner fad og naturgasreserver på 10milliarderm³.

## Links
- Officielle hjemmeside (Webside ikke længere tilgængelig)